# Teruhito Nakagawa
Teruhito Nakagawa (escritura japonesa: 仲川 輝人 (Nakagawa Teruhito); Kanagawa, Japón, 27 de julio de 1992) es un futbolista japonés que juega como delantero en el F. C. Tokyo de la J1 League de Japón.

## Clubes
| Club                    | País  | Año       |
| ----------------------- | ----- | --------- |
| Yokohama F. Marinos     | Japón | 2015-2022 |
| Machida Zelvia (cedido) | Japón | 2016      |
| Avispa Fukuoka (cedido) | Japón | 2017      |
| F. C. Tokyo             | Japón | 2023-     |

## Palmarés

### Títulos nacionales
| Título    | Club                | País  | Año  |
| --------- | ------------------- | ----- | ---- |
| J1 League | Yokohama F. Marinos | Japón | 2019 |
| J1 League | Yokohama F. Marinos | Japón | 2022 |